# Jorrit Hendrix
Jorrit Hendrix (ur. 6 lutego 1995 w Panningen) – holenderski piłkarz grający na pozycji defensywnego pomocnika.

## Kariera piłkarska
Swoją karierę piłkarską Hendrix rozpoczął w klubie SV Panningen. W 2004 roku podjął treningi w PSV Eindhoven. W 2013 roku stał się członkiem pierwszego zespołu. 10 sierpnia 2013 roku zadebiutował w nim w Eredivisie w wygranym 5:0 domowym meczu z NEC Nijmegen, gdy w 86. minucie zmienił Karima Rekika. 26 października 2014 w wyjazdowym meczu z FC Utrecht (5:1) strzelił swojego premierowego gola w holenderskiej lidze. W sezonach 2014/2015, 2015/2016 i 2017/2018 wywalczył z PSV mistrzostwo Holandii. Z kolei w sezonach 2018/2019 i 2020/2021 został z nim wicemistrzem kraju.
13 stycznia 2021 Hendrix został piłkarzem Spartaka Moskwa, do którego przeszedł za 700 tysięcy euro. W barwach Spartaka zadebiutował 28 lutego 2021 w przegranym 0:2 domowym meczu z Rubinem Kazań.
| Sezon   | Klub           | Kraj     | Rozgrywki      | Mecze | Gole |
| ------- | -------------- | -------- | -------------- | ----- | ---- |
| 2013/14 | PSV Eindhoven  | Holandia | Eredivisie     | 20    | 0    |
| 2013/14 | Jong PSV       | Holandia | Eerste divisie | 4     | 0    |
| 2014/15 | PSV Eindhoven  | Holandia | Eredivisie     | 20    | 1    |
| 2014/15 | Jong PSV       | Holandia | Eerste divisie | 2     | 1    |
| 2015/16 | PSV Eindhoven  | Holandia | Eredivisie     | 26    | 2    |
| 2016/17 | PSV Eindhoven  | Holandia | Eredivisie     | 19    | 1    |
| 2016/17 | Jong PSV       | Holandia | Eerste divisie | 2     | 0    |
| 2017/18 | PSV Eindhoven  | Holandia | Eredivisie     | 33    | 2    |
| 2018/19 | PSV Eindhoven  | Holandia | Eredivisie     | 29    | 1    |
| 2019/20 | PSV Eindhoven  | Holandia | Eredivisie     | 17    | 1    |
| 2020/21 | PSV Eindhoven  | Holandia | Eredivisie     | 9     | 0    |
| 2020/21 | Spartak Moskwa | Rosja    | Priemjer-Liga  | 10    | 0    |

## Kariera reprezentacyjna
Hendrix grał w młodzieżowych reprezentacjach Holandii na różnych szczeblach wiekowych. W 2012 roku wraz z kadrą U-17 wywalczył mistrzostwo Europy na Mistrzostwach Europy 2012. W reprezentacji Holandii zadebiutował 1 września 2016 roku w przegranym 1:2 towarzyskim meczu z Grecją, rozegranym w Eindhoven, gdy w 65. minucie zmienił Kevina Strootmana.